# ФК Младост Крушчић
ФК Младост је аматерски фудбалски клуб из Крушчића и тренутно се такмичи у МОЛ - 1. разред шестом нивоу српског фудбала.

## Историја
Године 1913. у тадашњем Вепровцу (данашњем Крушчићу) одиграли су пријатељски меч фудбалска екипа састављена од младића из Вепровца и младића из Брестовца. 